# Alcaravão-peruano
Alcaravão-peruano ou téu-téu-de-pescoço-pardo (Hesperoburhinus superciliaris), conhecido também como Maçarico peruano de joelho grosso, é uma ave da família Burhinidae e do gênero Burhinus.
Essa espécie é encontrada no litoral do Chile, Equador e Peru.